# Kırklareli (provinca)
Kırklareli je provinca, ki se nahaja v zahodni Turčiji ob Črnem morju in sicer na evropskem delu Turčije. Provinca meji na Bolgarijo. Prestolnica probvince je mesto Kırklareli. 
Provinco deli gorovje Yıldız. Severni in severovzhodni del sta med najmanj poseljenimi predeli Turčije. Južni in zahodni predeli so bolj poseljeni, ker je lega boljša in omogoča industrijo in kmetijstvo. Ob Črnem morju je razvito ribištvo.

## Okrožja
- Babaeski
- Demirköy
- Kırklareli
- Kofçaz
- Lüleburgaz
- Pehlivanköy
- Pınarhisar
- Vize

Koordinati:   41°40′52″N, 27°28′17″E